# Vòng cung mặt trời phụ
Vòng cung mặt trời phụ (subhelic arc) là một dạng hiện tượng hào quang hiếm gặp, được hình thành do phản xạ toàn phần bên trong qua các tinh thể băng. Vòng cung cong đi lên từ đường chân trời và tiếp xúc với vòng cung tricker phía trên điểm đối nhật. Cung mặt trời phụ là kết quả của tia đi vào và đi ra qua các mặt đáy của lăng kính với hai phản xạ toàn phần bên trong.

## Sự hình thành
Một cung mặt trời phụ được hình thành khi tia mặt trời đi vào một mặt đáy của một tinh thể băng thuộc các cột định hướng đơn lẻ và cột Parry, phản xạ tại hai trong số các mặt bên của tinh thể và rời khỏi tinh thể qua mặt đáy đối diện. Tia rời khỏi tinh thể theo một góc hoàn toàn ngược lại, dẫn đến góc lệch toàn phần là 120°, chính là góc để tạo thành mặt trời giả 120°.
Vòng cung mặt trời phụ tiếp xúc với đỉnh của vòng cung tricker, thể hiện rằng hai loại cung có các đường đi của tia liên quan chặt chẽ với nhau.
Vòng cung mặt trời phụ cắt vòng tròn parhelic theo một góc nhọn và ở độ cao mặt trời 27°, nó đi qua chính xác điểm mặt trời giả 120°.